# 我的少女時代電影原聲帶
陳玉珊執導的臺灣電影《我的少女時代》於2015年8月13日上映，《我的少女時代電影原聲帶》則于2015年10月21日發行，裡頭收錄由臺灣男歌手李玉璽、臺灣女歌手田馥甄、臺灣女生團體Popu Lady、香港男歌手劉德華、孫耀威的電影背景配樂、插曲和主題曲等。

## 曲目
| 曲序 | 曲目                               | 演唱      | 時長  |
| 01.  | 小幸運(電影「我的少女時代」主題曲) | 田馥甄    | 04:24 |
| 02.  | 忘情水                             | 劉德華    | 04:24 |
| 03.  | 認識你真好                         | 孫耀威    | 04:38 |
| 04.  | 愛火                               | 孫耀威    | 04:33 |
| 05.  | 妳說他(電影「我的少女時代」插曲)   | Popu Lady | 04:06 |
| 06.  | U Can't Touch This                 | MC HAMMER | 04:18 |
| 07.  | 失戀陣線聯盟                       | 草蜢      | 02:55 |
| 08.  | 我們青春(電影「我的少女時代」插曲) | 李玉璽    | 03:49 |
| 09.  | 小幸運 (KARAOKE版)                 |           | 04:25 |
| 10.  | 妳說他 (KARAOKE版)                 |           | 04:03 |

## 外部連結
- （繁體中文）我的少女時代 電影歌曲原聲帶 (發行版) > 電影原聲帶／O.S.T. > 佳佳唱片行～陪你一起探索這浩瀚無垠的音樂世界 （页面存档备份，存于）